# Konkan

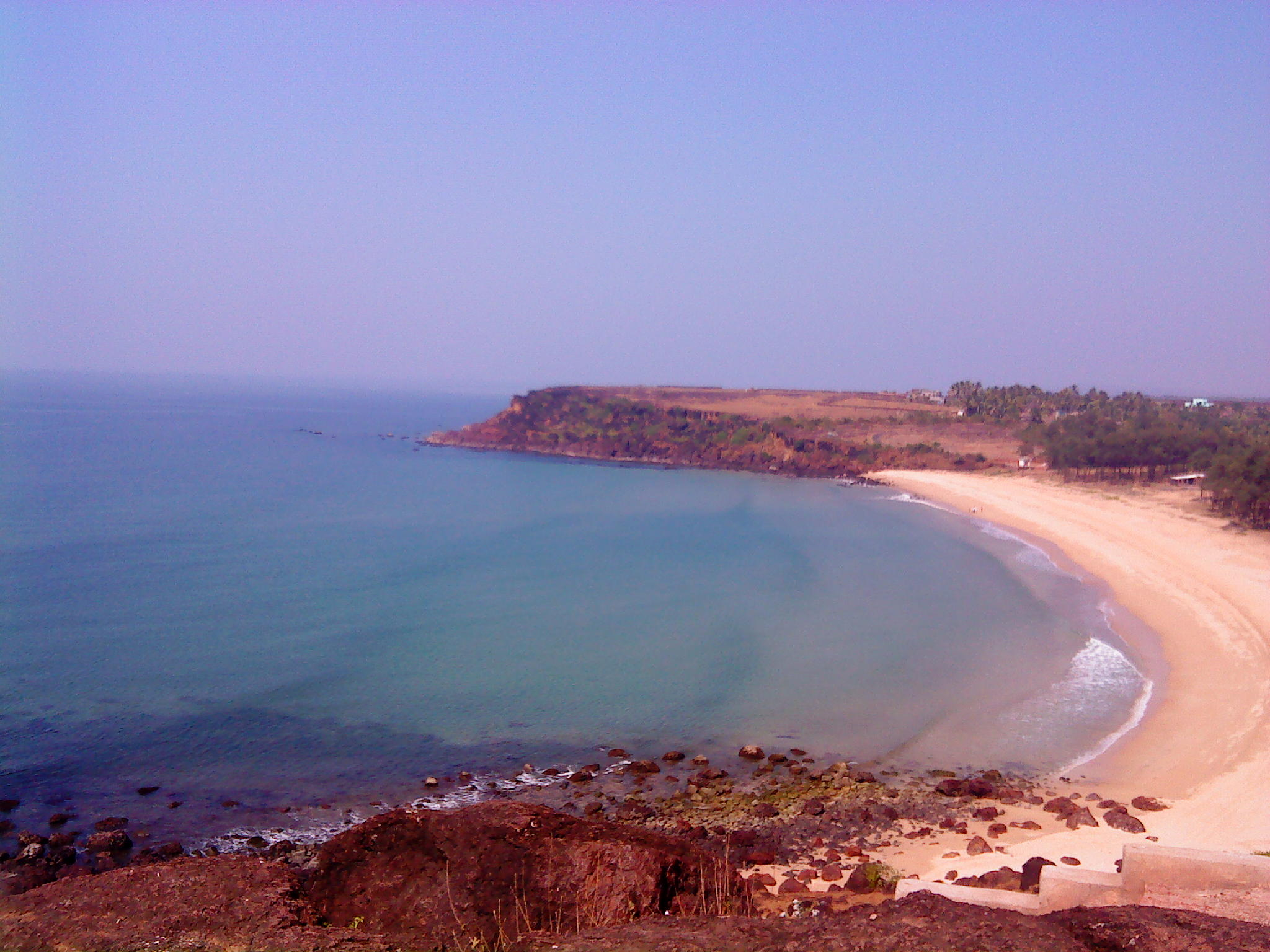
Plaża na nizinie Konkan

Konkan – nizina nadbrzeżna w zachodnich Indiach, na półwyspie Indyjskim, nad Morzem Arabskim.
Na nizinie występują laterytowe płaskowyże z głęboko wciętymi dolinami rzecznymi.
Dane liczbowe:
- długość: 700 km[1]
- szerokość: do 100 km[1]

Miasta:
- Bombaj
- Ratnagiri
- Pandźim

Na nizinie Konkan uprawia się ryż, palmę kokosową, mango. Jest dobrze rozwinięte rybołówstwo.